# 小野義孝
小野 義孝（おの の よしたか）は、平安時代中期の武士。官職は武蔵権守。横山党の始祖。

## 略歴
武蔵国の国司、小野隆泰の子。
天慶2年（939年）武蔵権守となった小野義孝は横山（八王子市）に館を構え、横山義孝と横山姓（横山党）に改めた。

## 系譜
「小野氏系図 横山」（『続群書類従』巻第166所収）による。
- 父：小野隆泰
- 母：不詳
- 生母不詳の子女
  - 男子：小野資孝
  - 男子：某（五郎）
  - 男子：小野家光
  - 男子：某（七郎）
  - 男子：小野義兼